# アンドレアス・アンデション
アンドレアス・アンデション（Andreas Claes Andersson、1974年4月10日 - ）は、スウェーデンの元サッカー選手。元スウェーデン代表。ポジションはフォワード。

## 来歴
1996年にスウェーデン代表デビュー。2002 FIFAワールドカップのメンバーにも選ばれ、全4試合に出場した。2003年までに41試合に出場、7得点をあげた。

## 代表歴

### 出場大会
- スウェーデン代表
  - 2002 FIFAワールドカップ

### 試合数
- 国際Aマッチ 41試合 7得点（1996年-2003年）[1]

| スウェーデン代表 | 国際Aマッチ | 国際Aマッチ |
| 年               | 出場        | 得点        |
| ---------------- | ----------- | ----------- |
| 1996             | 5           | 2           |
| 1997             | 11          | 1           |
| 1998             | 5           | 1           |
| 1999             | 2           | 0           |
| 2000             | 4           | 0           |
| 2001             | 2           | 2           |
| 2002             | 9           | 1           |
| 2003             | 3           | 0           |
| 通算             | 41          | 7           |